# 郭北镇
郭北镇，是中华人民共和国四川省内江市东兴区下辖的一个乡镇级行政单位。

## 行政区划
郭北镇下辖以下地区：
南岸社区、北岸社区、上桥村、景坡楼村、肖坝村、长坝村、松林村、红岩村、石锣村、江石村、郭家村、清水村、观音桥村、大堰塘村、进士村、九根树村、林家观村、放生桥村、观音堂村、田坝村、天宫堂村、石庙村、青台村、树田村、中河村、亢家村、弓田村和黄泥村。